# Heeresversuchsanstalt Kummersdorf

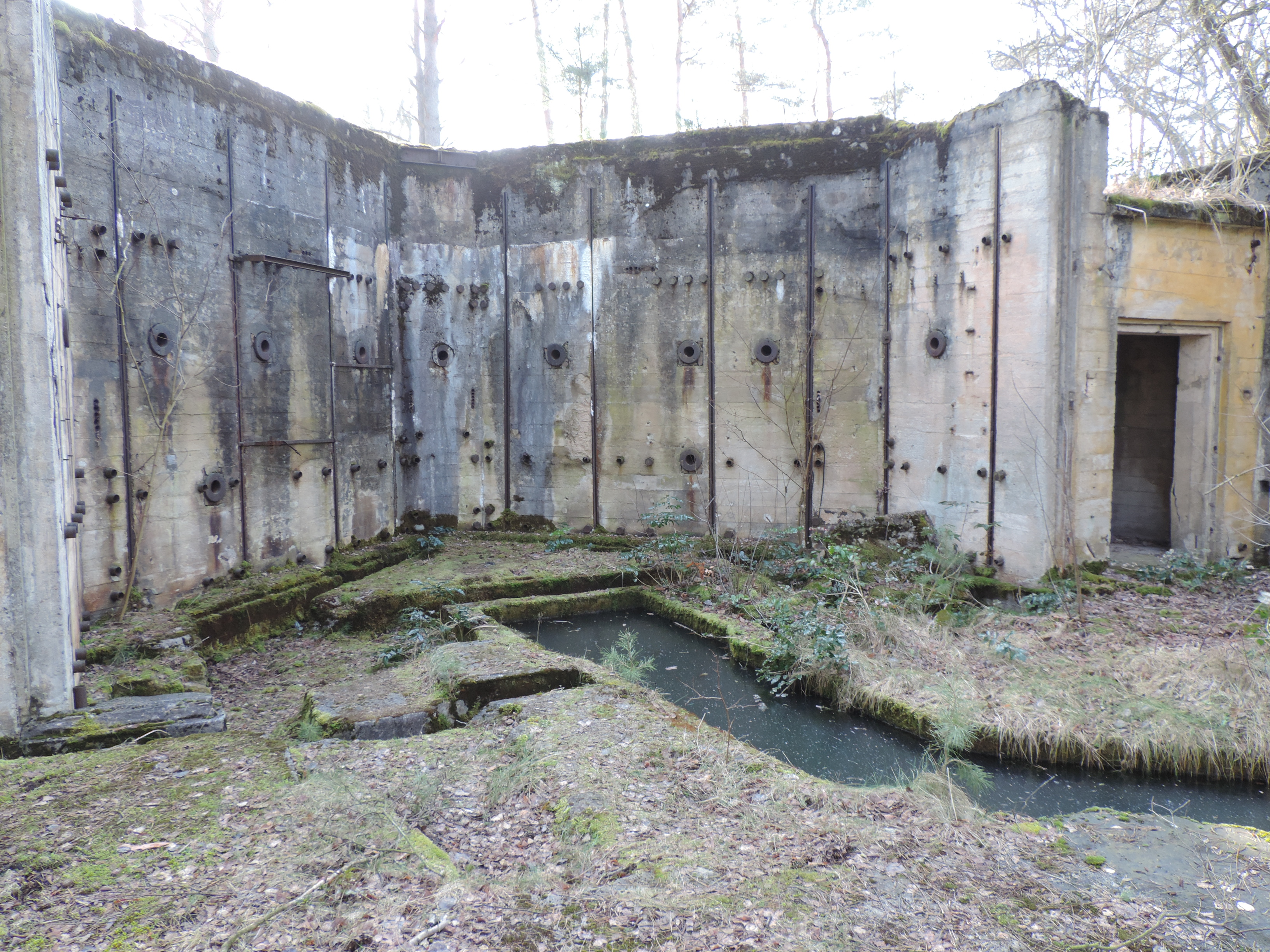
Kühlanlagensystem in der Heeresversuchsstelle Kummersdorf

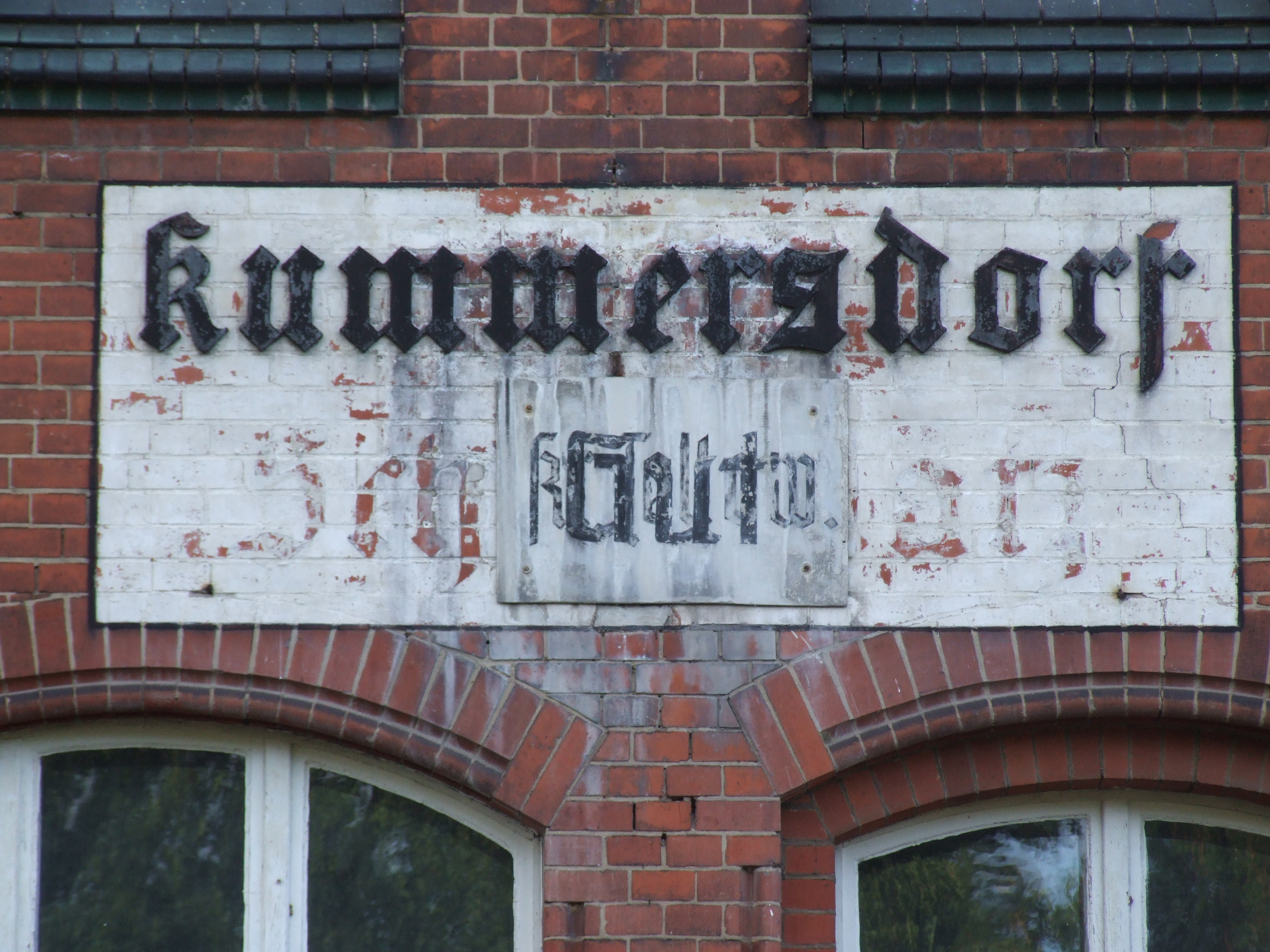
Ortsschild Bahnhofsgebäude, alte Bezeichnung Schießplatz

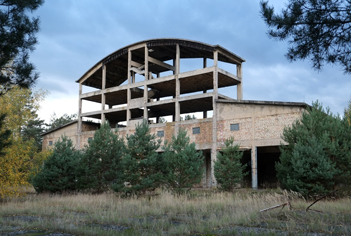
Halle für den Panzerkampfwagen VIII Maus auf dem Gelände der Neuen Verskraft (Kraftfahrversuchsstelle) der ehemaligen Heeresversuchsstelle Kummersdorf 2013

Die Heeresversuchsstelle Kummersdorf ist ein ehemaliges Versuchs- und Forschungsgelände des damaligen Heereswaffenamts (HWa) in Kummersdorf, heute ein Ortsteil der Gemeinde Am Mellensee (Landkreis Teltow-Fläming, Brandenburg).
Das Areal ist etwa 3.200 Hektar groß und beherbergt über 160 historische Bauten wie Kasernen, Prüfstände, Hallen, Bunker, Schießstände und verschiedenste sonstige Testanlagen. Ein Förderverein betreibt ein Museum auf dem unter Denkmalschutz stehenden Gelände.

## Geschichte

### Aufbauphase
Nach dem Deutsch-Französischen Krieg (1870–1871) wurde durch die Artillerieprüfungskommission ein Artillerieschießplatz (Schießplatz Kummersdorf), der aus Reparationszahlungen finanziert wurde, im Kummersdorfer Forst errichtet. Ein großer Teil des unbesiedelten Geländes war bereits preußischer Staatsbesitz. Das Gelände war groß genug für Schießstände bis 10 km, war in der Nähe der Hauptstadt und lag durch das Eisenbahnnetz (Strecke Berlin – Dresden) sehr günstig. Die Eröffnung des Bahnbetriebs am 15. Oktober 1875 gilt als Eröffnung des Schießplatzes.
Etliche Rüstungsunternehmen zeigten Interesse daran, Teile des Areals für Erprobungen von Waffen zu nutzen und ihre neusten Erfindungen zu präsentieren.
Die neue Eisenbahnlinie bis Kummersdorf, die bereits 1873 vom Militär als Königlich-Preußische Militäreisenbahn (KME) geplant und in Angriff genommen wurde, führte dazu, dass sich auch die Verwaltungen der Eisenbahntruppen und Eisenbahnpioniertruppen hier mit eigenen Übungs- und Versuchsplätzen niederließen.
Von 1877 bis 1879 agierte der spätere Oberst z. D. Wilhelm Witte als Vorsteher der Versuchsabteilung, einer damaligen Bezeichnung von Schießplatz Kummersdorf. Witte war ein führender Artillerie-Offizier, später Lehrer an der Kriegsakademie und Militärschriftsteller.

### Erster Weltkrieg
Im März 1914 beobachtete Kaiser Wilhelm II. dort eine Dicke Bertha in Aktion.
Im Ersten Weltkrieg war die Entwicklung und Erprobung neuer, leistungsfähigerer Waffen, Munition, Pulver- und Sprengstoffarten notwendig, um dem Stellungskrieg entgegenwirken zu können. Ebenfalls wurden etliche Tränengase entwickelt und getestet. Die Analyse von Beutewaffen war ebenfalls Bestandteil der Arbeiten.
Bei Kriegsende 1918 war Kummersdorf bereits der zentrale Versuchs- und Erprobungsplatz des Heeres für neue Waffen, Munition, Fahrzeuge, Geräte und Ausrüstung geworden, was auch schon Fotografie, Wetterdienst, Schall- und Lichtmesswesen beinhaltete.

### Weimarer Republik
Nach Ende des Ersten Weltkriegs war durch die im Versailler Vertrag festgelegten Bedingungen die Weiterführung der Waffenentwicklung und -erprobung verboten worden. Kummersdorf unterstand zuvor als Versuchsabteilung d unter Leitung des späteren Generalmajors Trenkmann, damals Oberstleutnant, der Artillerie-Prüfungskommission Berlin, Präses Generalleutnant Ludwig Sieger, der bald darauf in Pension ging. Chef vom Schießplatz war ein Hauptmann Kunze, der Mitarbeiterstab umfasste acht Leutnants, ein Arzt und ein Zahlmeister. Im Jahre 1921 wurden die Bestimmungen des Versailler Vertrag schon gebrochen, als das Truppenamt die geheime Aufrüstung und die Entwicklung neuer Waffen anordnete, die in Kummersdorf entwickelt und gebaut wurden. Infolge der Aufrüstung wurden Meilensteine bei der Entwicklung von Raketentechnik (sowohl auf der Basis von Feststoffen als auch Flüssigkeitstreibstoffe) erreicht.
In Kummersdorf waren zu diesem Zeitpunkt zahlreiche Wissenschaftler tätig, die bereits im Ersten Weltkrieg in der Waffenforschung gearbeitet hatten. Gegen Ende der Weimarer Republik war die Aufrüstung in Kummersdorf öffentlich bekannt. 1926, zeitweise zum Schießplatz Jüterbog angegliedert, war ein Major von Saldern Standortkommandant, es folgte danach u. a. Paul von Hase.

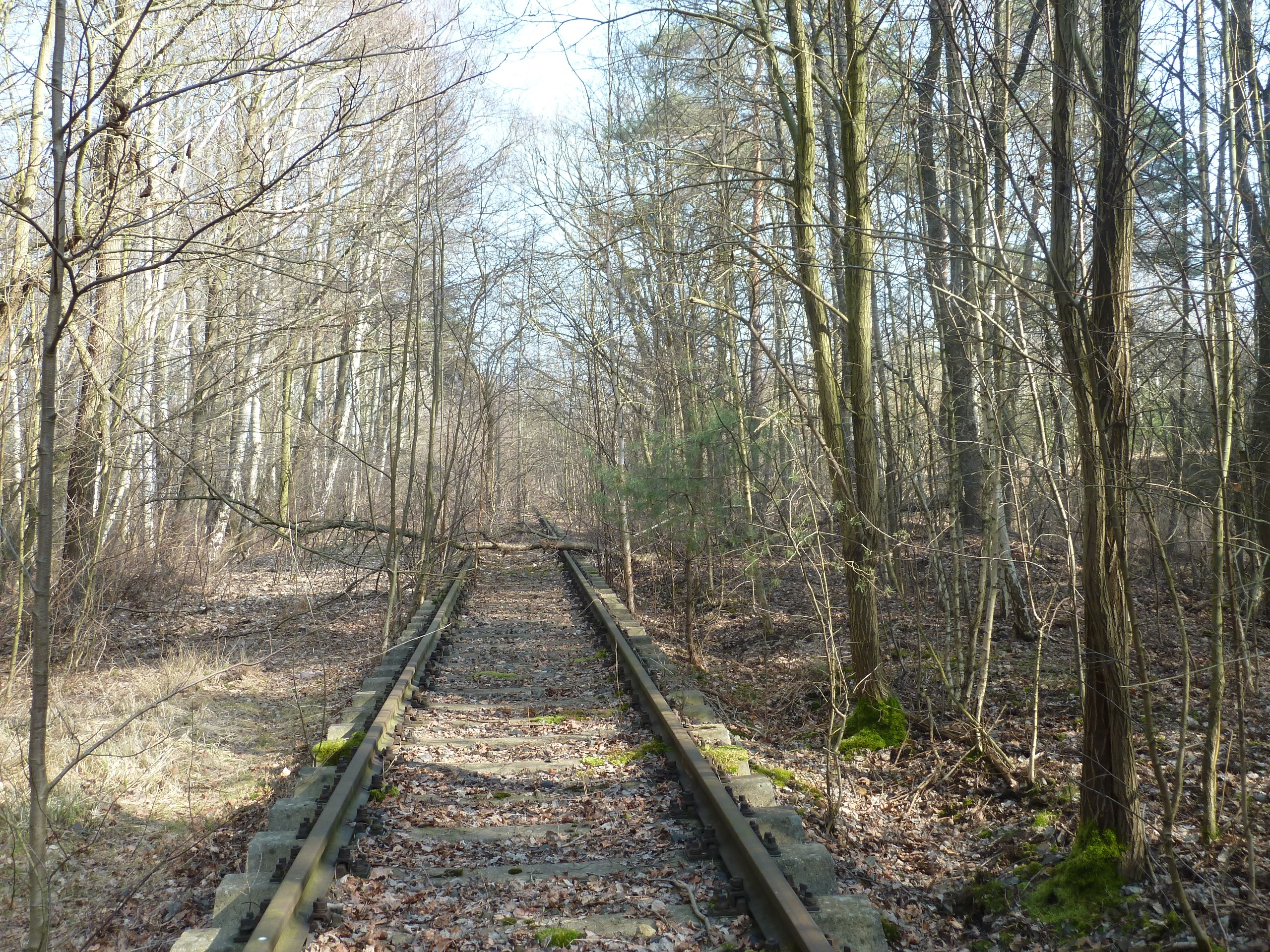
Anschlussbahn zum Flughafen Sperenberg auf dem Areal der Heeresversuchsanstalt Kummersdorf

### Nationalsozialismus
Nach der Machtergreifung 1933 wurde massiv in den Ausbau von Kummersdorf investiert. Fast alle Abteilungen der Amtsgruppe Prüfwesen des Heereswaffenamtes hatten eine eigenständige Forschungseinrichtung auf dem Areal in Kummersdorf.
Adolf Hitler hielt sich ab 1933 mit seinem engsten Kreis oft in Kummersdorf auf, um verschiedene Waffenvorführungen zu begutachten. Ende 1933 wurde die Forschungsabteilung der HWA in drei Versuchsstellen unterteilt, der Vers. Ost, Vers. Gottow, Vers. N. Auch befand sich dort die Kraftfahrversuchsstelle (Verskraft) des Heeres.
Nach dem Scheitern des Blitzkrieges im Osten, wurde gehofft, dass die hier neue Waffentechnik doch noch entscheidend zum Sieg beitragen würde. Unter anderem entwickelte Wernher von Braun – bis zur Verlegung nach Peenemünde 1936 – die Flüssigkeitsraketentriebwerke A1 und A2. Aus Platzgründen konnten in Kummersdorf selbst jedoch keine größeren Raketen gestartet werden. Ab 1939 wurde in Kummersdorf auch am Uranprojekt gearbeitet.
Kurz vor Ende des Zweiten Weltkriegs erreichten sowjetische Truppen, die von der Existenz Kummersdorfes wussten, das Areal und begannen, den gesamten Militärkomplex genauestens zu inspizieren, noch vorhandene Dokumente sicherzustellen und technische Anlagen zu demontieren.

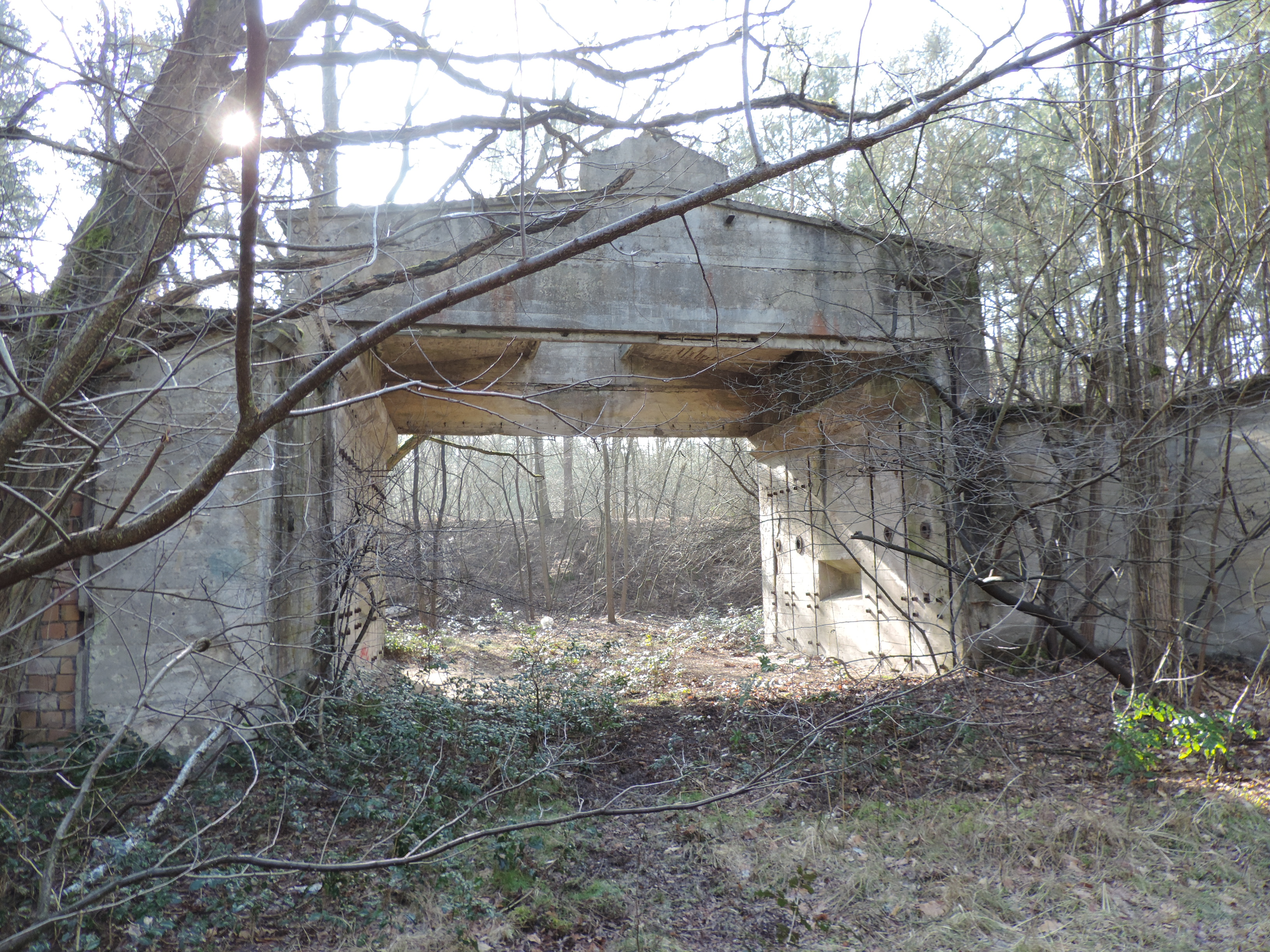
Prüfstand in der Heeresversuchsstelle Kummersdorf

### Nachkriegszeit
Der gesamte Komplex wurde Standort der sowjetischen Streitkräfte. Auf einem Teil des Areals errichtete die DDR 1958 den Flugplatz Sperenberg für die Westgruppe der sowjetischen Streitkräfte. Der letzte Oberbefehlshaber, Matwej Burlakow, verließ 1994 als letzter russischer Soldat deutschen Boden.

### Heute
Nach dem Abzug der Russen begannen umfangreiche Entsorgungsarbeiten, teilweise auch Sicherungsarbeiten. Seit Juni 2007 steht das Gelände der Heereswaffenversuchsanstalt unter Denkmalschutz.
Dadurch, dass das Gelände über 100 Jahre für militärische Zwecke genutzt wurde, besteht ein generelles Betretungsverbot, welches vom Eigentümer des Grundstücks, dem Land Brandenburg, erteilt wurde.
Auf dem gesamten Gelände bestehen potentiell lebensgefährliche Risiken durch Munitions- und Explosivstoffe jeglicher Art, Chemikalien, Benzin, Öle sowie durch Mängel in der Beschaffenheit der Anlagen, Fahrbahnen, Wege und des Bodens an sich.
Hier befindet sich heute das Historisch-Technische Museum Kummersdorf. Es wird vom Förderverein Museum Kummersdorf e. V. betrieben und von den Mitgliedern in Eigenleistung unterhalten und erweitert. Es zeigt auf dem Kasernengelände eine Dauerausstellung und bietet Führungen an. Es ist in den Monaten März bis Oktober an Sonntagen von 13.00 bis 16.30 Uhr geöffnet.
Bei der Führung „Eisenbahnpioniere / Flughafen“ werden die Besucher im eigenen Kfz über die Außenanlagen geführt. Dies umfasst den Ausbildungsbereich der Eisenbahnpioniere am Schumkasee, den ehemaligen GSSD-Flugplatz Sperenberg, eine Gleisverschlingung und den Heegesee, an dem Pionier-Übungen durchgeführt wurden.
Die Führung „Kaserne Kummersdorf“ zeigt die Einrichtungen der Kaserne, unter anderem die Kommandantenvilla und das Kasino, in dem der Kaiser und Adolf Hitler begrüßt wurden. Sie führt auch zur Nulllinie der Schießbahn Ost.
Wegen der genannten Risiken muss bei jeder gebuchten Führung, welche vom Historisch-Technische Museum Kummersdorf betreut wird, eine Haftungsverzichtserklärung unterschrieben werden.
Das Land Brandenburg hat im Jahr 2021 die Heeresversuchsanstalt Kummersdorf mit zwei anderen Vorschlägen für die Aufnahme des Areals zum UNESCO-Welterbe eingereicht.